# Аарон Авні
Аарон Авні (івр. אהרן אבני; 1906, Катеринослав — 1951, Ізраїль) — ізраїльський скульптор, архітектор.

## Біографія
Народився і виріс в Катеринославі (сучасне місто Дніпро), в сім'ї інженера.
Навчався в єврейській гімназії. Потім, у Москві, в академії мистецтв, з 1923 по 1925 рік. Учасник руху Ге-Халуц ("The Pioneer").
У Ерец-Ісраель жив з середини 20-х років. Навчався у відомій художній академії Бецалель (1925—1928). На початку 1930-х років навчався в Парижі, в Академії Гран Шам'єр. Працював в міському муніципалітеті Яффи.
1936 року відкрив художню студію Гистадруту в Яффо (Тель-Авів) і очолював цей навчальний заклад до кінця життя. Нині це Інститут живопису і скульптури, що носить ім'я художника. Серед його учнів були Ціона Тагер та Нахум Гутман.
1948 року заснував Коледж викладачів образотворчого мистецтва, де викладав архітектуру і математику.
Помер 1951 року в Ізраїлі.

## Досягнення
Лауреат премії Гістадруту, премій Дізенґоф (1935, 1937—1938).